# K-33 Qaqortoq
Kigssaviarssuk-33 Qaqortoq (nach neuer Rechtschreibung Kissaviarsuk-33 Qaqortoq, kurz K-33 Qaqortoq) ist ein grönländischer Fußballverein aus Qaqortoq.

## Geschichte

### Erste erfolgreiche Jahre
K-33 Qaqortoq wurde 1933 gegründet und ist somit der älteste Fußballverein des Landes. Der Vereinsname bedeutet übersetzt „Falke“.
An der ersten Ausgabe der Grönländischen Fußballmeisterschaft 1954/55 nahm eine Mannschaft aus Qaqortoq teil, bei der es sich höchstwahrscheinlich um K-33 gehandelt hat. 1958 und 1959/60 wurde der Verein Vizemeister. Bei der folgenden Saison 1963/64 konnte der Verein erstmals die Meisterschaft gewinnen und dies 1966/67 wiederholen, womit er erster grönländischer Rekordmeister wurde. Im Jahr darauf qualifizierte sich K-33 erneut für die Schlussrunde, verlor aber beide Spiele und wurde Letzter. 1969 konnte die Mannschaft zum dritten Mal die Meisterschaft gewinnen. In der Folgesaison erreichte sie erneut das Finale der Schlussrunde, musste sich aber diesmal geschlagen geben. 1971 und 1972 wurde sie erneut Letzter in der Schlussrunde. 1973 nahm die Mannschaft nicht an der Schlussrunde teil. 1974 wurde der Verein wieder Vizemeister. Das nächste Mal ist der Verein 1978 als Teilnehmer der Schlussrunde belegt, wo er Platz 3 belegte. 1980 und 1981 belegte er hintere Plätze.

### Spätere Erfolgsjahre
1985 erreichte die Mannschaft wieder den dritten Platz. Im Jahr darauf qualifizierten sich zwei Mannschaften des Vereins für die Schlussrunde, was das einzige Mal ist, dass sich eine Zweite Mannschaft für die Schlussrunde qualifizieren konnte. Während die Erste Mannschaft Platz 5 belegte, unterlag die Zweite Mannschaft erst im Finale. 1987 und 1988 wurde der Verein jeweils Meister und somit Vizerekordmeister. Nach einem zweiten und dritten Platz in den beiden Jahren darauf gewann K-33 Qaqortoq 1991 seine sechste Meisterschaft und zog somit mit Rekordmeister N-48 Ilulissat gleich. Dennoch verpasste der Verein im Folgejahr die Qualifikation. In den beiden Jahren darauf folgten ein zweiter und ein vorletzter Platz. 1995 sind wieder zwei teilnehmende Mannschaften überliefert. Die Erste Mannschaft konnte sich für die Schlussrunde qualifizieren und wurde wieder Vizemeister. Nach einem fünften Platz im Jahr 1996 wurde der Verein 1997 zum dritten Mal in fünf Jahren Vizemeister. 1998 konnte K-33 Qaqortoq zum siebten Mal die Meisterschaft gewinnen und wurde alleiniger Rekordmeister. Nachdem die Mannschaft 1999 und 2000 noch jeweils das Halbfinale erreichen konnte, belegte sie 2001 den letzten Platz. 2002 verpasste K-33 zum ersten Mal seit 1992 die Schlussrunde. 2003 gelang die Qualifikation wieder und am Ende gewann K-33 Qaqortoq zum achten Mal die Meisterschaft und zog somit wieder mit N-48 Ilulissat gleich, die den Verein zuvor in der Anzahl der Meisterschaften überholt hatten.

### Niedergang
In den beiden Jahren darauf nahm er nicht an der Schlussrunde teil. Nach dem sechsten Platz 2006 gelang es der Mannschaft in den beiden Folgejahren, noch einmal Dritter bzw. Vizemeister zu werden. Danach verpasste K-33 häufig die Qualifikation und erreichte 2010, 2011, 2013 und 2015 nur Plätze im Mittelfeld. 2017 konnte sich der Verein qualifizieren, wurde aber disqualifiziert. 2018 reichte es ein weiteres Mal nur für einen Platz im Mittelfeld. 2019 und 2020 verpasste K-33 die Qualifikation wieder.

## Platzierungen bei der Meisterschaft
- 1954/55: nicht qualifiziert
- 1958: Platz 2 (von ?)
- 1959/60: Finale
- 1963/64: Meister
- 1966/67: Meister
- 1967/68: Platz 3 (von 3)
- 1969: Meister
- 1970: Platz 2 (von 6)
- 1971: Platz 3 (von 3)
- 1972: Platz 4 (von 4)
- 1973: unbekannt
- 1974: Platz 2 (von ?)
- 1975: unbekannt
- 1976: unbekannt
- 1977: unbekannt
- 1978: Platz 3 (von 4)
- 1979: unbekannt
- 1980: Platz 5 (von 6)
- 1981: Platz 6 (von 6)
- 1982: unbekannt
- 1983: unbekannt
- 1984: unbekannt
- 1985: Platz 3 (von 8)
- 1986: Platz 5 (von 6) (Erste Mannschaft), Platz 2 (von 6) (Zweite Mannschaft)
- 1987: Meister
- 1988: Meister
- 1989: Platz 2 (von 8)
- 1990: Platz 3 (von 6)
- 1991: Meister
- 1992: nicht qualifiziert
- 1993: Platz 2 (von 8)
- 1994: Platz 5 (von 6)
- 1995: Platz 2 (von 8) (Erste Mannschaft), nicht qualifiziert (Zweite Mannschaft)
- 1996: Platz 5 (von 8)
- 1997: Platz 2 (von 8)
- 1998: Meister
- 1999: Platz 3 (von 8)
- 2000: Platz 4 (von 8)
- 2001: Platz 8 (von 8)
- 2002: nicht qualifiziert
- 2003: Meister
- 2004: unbekannt
- 2005: unbekannt
- 2006: Platz 6 (von 8)
- 2007: Platz 3 (von 8)
- 2008: Platz 2 (von 8)
- 2009: nicht qualifiziert
- 2010: Platz 5 (von 8)
- 2011: Platz 4 (von 10)
- 2012: nicht qualifiziert
- 2013: Platz 5 (von 8)
- 2014: nicht qualifiziert
- 2015: Platz 7 (von 8)
- 2016: unbekannt
- 2017: disqualifiziert
- 2018: Platz 5 (von 10)
- 2019: nicht qualifiziert
- 2020: nicht qualifiziert
- 2021: (nicht ausgetragen)
- 2022: Platz 7 (von 8)
- 2023: Platz 3 (von 6)